# 曾根原六蔵
曾根原 六蔵（そねはら ろくぞう、寛保3年（1743年） - 文化7年10月4日（1810年10月31日））は、江戸時代、出羽国酒田の植林家。

## 人物
秋田街道ぞいの吹浦と酒田の間は、沙地で草木は一本も生長せず、毎年風害をこうむっていた。六蔵は防風林をも兼ねた植林をくわだて、庄内藩の許可をえて、1780年（安永9年）に沙地に住宅をかまえ、14戸ほどの移住者を募り、ともに植林に従ったが、風害のために容易に成し遂げえなかった。非常な辛苦をなめてようやくのことで244町余の植林を成し遂げた。その植林本数は190万本に達すると言われる。藩主はその功績を賞して1802年（享和2年）に南北1525間、東西600間の土地を永世預り地として与え、かつこの地を開墾しようとも年貢賦役を免除する旨申し渡され、以後しばしば金穀等賞与された。六蔵の死後、1821年（文政4年）にその功をもって子孫に5人扶持を授けられた。墓は山形県遊佐町菅里字菅野の集落の墓地にあり、墓地からは鳥海山と共に黒松の防風林に守られた菅野、谷地等の集落を見下ろすことができる。 
近年では墓地周囲の黒松も切り倒され、墓の周囲には収益性のよい杉が植林されている。